# پیگلت (وینی پو)
پیگلت (انگلیسی: Piglet) یک شخصیت خیالی از کتاب‌های وینی پو اثر ای. ای. میلن است. پیگلت نزدیک‌ترین دوست وینی پو در میان بقیه حیواناتی است که در داستان‌ها هستند. اگرچه او یک «حیوان بسیار کوچک» با حالتی ترسو است، اما سعی می‌کند شجاع باشد و گاهی بر ترس‌های خود غلبه می‌کند.